# Miguel Ángel Revilla
Miguel Ángel Revilla Roiz, född 23 januari 1943 i Polaciones, är en spansk politiker och president för den autonoma regionen Kantabrien. Dessförinnan var Revilla president mellan 2003 och 2011, vilket gör honom till den innehavare av ämbetet som suttit längst.
Han har också tjänstgjort som vicepresident för Kantabrien från 1995 till 2003 och regional minister för offentliga arbeten, bostäder och urbanism under samma period.
Revilla är medlem och en av grundarna av Regionalist Party of Cantabria, är ledamot av Cantabrias parlament sedan 1983, var talesman för partiet i parlamentet från 1983 till 1995 och är partiets generalsekreterare sedan 1988.

## Television
Miguel Ángel Revilla har tack vare sin personlighet fått möjlighet att uppträda i ett flertal teveprogram. Framträdandena i teve började 2007 till 2009 med programmet  Buenafuente, i kanalen La Sexta, där han tramträdde en gång per månad för att ge kommentera dagsläget.
Därefter har Revilla framträtt i ett flertal program, varav under senare år kan nämnas Mi casa es la tuya med  Bertín Osborne (Telecinco). Han har också varit en återkommande gäst i programmet El hormiguero (Antena 3), och bland annat  i programmen LaSexta, la Sexta noche och Liarla Pardo.